# Васкес, Эдгардо
Эдгардо Васкес Маркес (исп. Edgardo Vázquez Márquez, род. 24 апреля 1960) — кубинский хоккеист (хоккей на траве), полевой игрок. Четырёхкратный чемпион Игр Центральной Америки и Карибского бассейна 1982, 1986, 1990 и 1993 годов.

## Биография
Эдгардо Васкес родился 24 апреля 1960 года.
Играл в хоккей на траве за Гавану.
В 1980 году вошёл в состав сборной Кубы по хоккею на траве на летних Олимпийских играх в Москве, занявшей 5-е место. Играл в поле, провёл 5 матчей, забил 1 мяч в ворота сборной Танзании.
Четыре раза в составе сборной Кубы завоёвывал золотые медали хоккейных турниров Игр Центральной Америки и Карибского бассейна: в 1982 году в Гаване, в 1986 году в Сантьяго-де-лос-Трейнта-Кабальерос, в 1990 году в Сьюдад-де-Мексико, в 1993 году в Понсе.